# Chloropoea eginoides
Chloropoea eginoides är en fjärilsart som beskrevs av Schultze 1906. Chloropoea eginoides ingår i släktet Chloropoea och familjen praktfjärilar. Inga underarter finns listade i Catalogue of Life.